# Karkamani
Karkamani foi o Décimo Sexto Rei da Dinastia Napata do Reino de Cuxe que governou de 519 a 510 a.C., foi o sucessor de Analmaaye. Não se conhece o seu nome real.

## Histórico
Karkamani (também grafado Karakamani, Karaka Amani, Karka Amani e Amanikarqo) foi filho de Amaninatakilebte
Não existem informações sobre o seu reinado. No norte, o Egito já havia sido subjugado por Dario (r. 521 — 486 a.C.), que manteria uma política desenvolvimentista, em seu governo foi feita a escavação de um canal que ligava o rio Nilo a Suez (permitindo a navegação do Nilo para a Pérsia, passando pelo Reino de Sabá e ao redor da península Arábica). Além de construir templos em Mênfis e Edfu, etc. Segundo algumas fontes os cuxitas em Meroé decidiram tornar-se tributários de Dario na época de Karkamani.
Karkamani foi enterrado na necrópole de Nuri. Sua pirâmide é a de nº 7.